# Scythris nieukerkeni
Scythris nieukerkeni is een vlinder uit de familie dikkopmotten (Scythrididae). De wetenschappelijke naam is voor het eerst geldig gepubliceerd in 1989 door Bengtsson.
De soort komt voor in Europa.